# Борджиа, Джоффре
Хофре или Гоффредо Борджиа (кат. Jofré Borja, итал. Goffredo Borgia; 1481/82 — декабрь 1516 или январь 1517, Скуиллаче) — князь Скуиллаче, младший сын папы римского Александра VI и его любовницы Ванноццы деи Каттанеи. Представитель рода Борджиа, родной брат Чезаре, Джованни и Лукреции.

## Биография
Александр VI официально признал себя отцом Джоффре 6 августа 1493 года после долгих уговоров Ванноццы. Понтифику казалось, что реальным отцом мальчика был её муж Джорджио делла Кроче.
После того как Джоффре был признан законным сыном Александра VI, он начал представлять интерес для многих политических деятелей и представителей крупных династий с целью заключения династического брака. Кардинал Асканио Сфорца, а также неаполитанский король Фердинанд І предлагали кандидатуры дочерей и племянниц для заключения брака. Асканио Сфорца планировал сочетать браком Джоффре со своей незаконнорождённой дочерью. Супруги должны были править в Болонье, фактически принадлежавшей в то время семье Бентивольо.
Не желая усиливать этим браком позиции Сфорца на севере Италии, папа склонился в сторону предложения короля Фердинанда І Неаполитанского. Король намеревался выдать за одного из сыновей папы свою внучку Санчу, внебрачную дочь его сына, Альфонсо Калабрийского. Неаполитанский король нуждался в помощи папы, поскольку после смерти Джованны II (1435) на неаполитанский трон притязали французы (см. Итальянские войны). Усиление французов в Италии не было на руку и папе.
В марте 1494 года Александр подтвердил легитимность Альфонсо в качестве следующего неаполитанского монарха и дал согласие на брак его дочери Санчи со своим сыном Джоффре. Они сочетались браком 11 мая 1494 года в Неаполе. Джоффре было тринадцать лет, Санче — по крайней мере, на три года больше.
Этот брак укрепил отношения между Ватиканом и королём Неаполя. В качестве приданого Джоффре получал Скуиллаче и Кариати, к которым позднее было прибавлено графство Альвито. В 1498 году папско-неаполитанский союз был скреплён новым браком: Альфонсо, брат Санчи, взял в жены сестру Джоффре — Лукрецию.
Поначалу молодые жили при неаполитанском дворе. Красивая, жизнерадостная Санча скучала в обществе слишком юного мужа и искала общения со зрелыми мужчинами. Джоффре воспринимал её увлечения довольно флегматично. Летом 1496 года Александр вызвал их к себе в Рим. Молва твердила, что Санча сожительствует со старшими братьями своего мальчика-мужа — Чезаре и Джованни.

В июне 1497 года было найдено тело убитого Джованни. По одной из версий, таким образом Чезаре избавился от назойливого соперника. Сочтя брак младшего сына неудачей, Александр VI планировал развести Санчу и Джоффре и назначить сына кардиналом. Король Неаполя дал согласие на этот развод при условии, что Чезаре возьмёт в жёны дочь Федерико II Неаполитанского — Карлотту Арагонскую. Но свадьба не состоялась. 

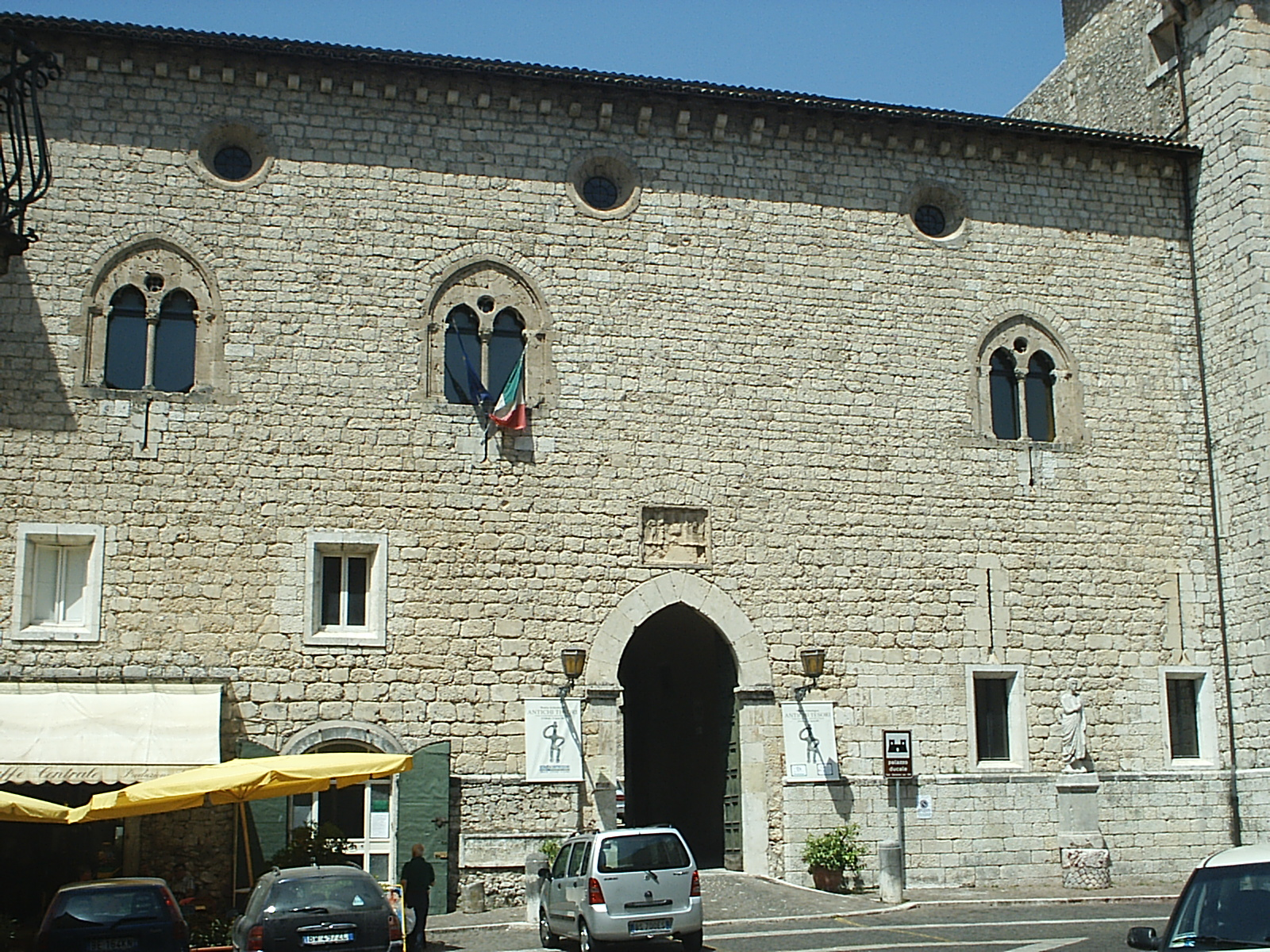
Дворец графов Альвита

В январе 1500 года из ревности Чезаре пошёл на убийство мужа Лукреции — Альфонсо. Это привело к разрыву папского союза с Неаполем. В 1501 году Санча вернулась в Рим, где стала встречаться с Просперо Колонной, номинально оставаясь в браке с Джоффре.
В дальнейшем Джоффре сопровождал Чезаре в военных компаниях и походах, в том числе в походе 1503 года против Гвидобальдо I да Монтефельтро и в боевых действиях против семьи римских магнатов Орсини.
В 1506 года Санча умерла, так и не вернувшись к Джоффре. Уже через несколько месяцев он взял в жёны свою родственницу-испанку Марию де Мила. У них было четверо детей:
- Дочь Лукреция Борджа сочеталась браком с маркизом Кастельветере из рода Карафа.
- Дочь Антония Борджиа сочеталась браком с маркизом Деличете.
- Дочь Марина Борджиа сочеталась браком с графом Симари.
- Франческо Борджа, князь Скуиллаче, в 1-м браке с Изабеллой Пикколомини и во 2-м с Изабеллой Арагонской. Далее в Скуиллаче правили их сын Джанбаттисто и внук Пьетро (ум. 1624). У Пьетро были две дочери, из которых младшая была за герцогом Орсини, а старшая, наследница Скуиллаче, — за испанским сановником Франсиско де Борха. Основную часть владений Джоффре, полученных им по случаю брака с Санчей, унаследовала их дочь и её потомки.

Кроме того, у Джоффре был внебрачный сын, которого воспитывала в Риме его мать Ванноцца.

## В произведениях искусства
В сериалах
- Сериал «Борджиа» (Канада, Венгрия, Ирландия. 2011-2013). Роль исполняет Эйдан Александр.